# 소리울도서관
소리울도서관은 경기도 오산시에 있는 공립 도서관이다.

## 연혁
- 2019년 7월 22일 개관.